# Sancho de Aragón (1250-1275)
Sancho de Aragón (1250-Torredonjimeno, Jaén, 1275) fue infante de Aragón, hijo de Jaime I el Conquistador, rey de Aragón, y de su segunda esposa, la reina Violante de Hungría, y arzobispo de la sede primada de Toledo desde 1266.

## Ascendencia familiar y trayectoria eclesiástica
Directamente emparentado con las monarquías hispánicas, pues además de hijo del rey de Aragón Jaime I y de su segunda esposa, la reina Violante de Hungría, fue hermano de otros dos reyes Pedro III el Grande de Aragón y Jaime II de Mallorca, y de la reina consorte de Castilla, Violante de Aragón, casada con Alfonso X el Sabio. Por parte paterna era nieto de Pedro II el Católico, rey de Aragón, y de su  esposa, la reina María de Montpellier, y por la rama materna, era nieto de Andrés II de Hungría, rey de Hungría, y de su segunda esposa, la reina  Violante de Courtenay. 
En 1266, a los dieciséis años, fue nombrado arzobispo de la archidiócesis de Toledo, en Castilla. Anteriormente había sido arcediano de Belchite y abad en Valladolid y había ingresado en la Orden de la Merced. En 1268, su padre, Jaime I el Conquistador asistió a su toma de posesión como Arzobispo de Toledo. A los veinticinco murió ejecutado en Torredonjimeno (Jaén) tras ser capturado por los musulmanes en el paraje cercano a la ciudad conocido como "La Celada" durante la batalla de Martos.

## Sepultura
Los restos del infante Sancho de Aragón fueron trasladados a la ciudad de Toledo y sepultados en la antigua Capilla de Santa Cruz o Capilla de los Reyes Viejos de la catedral de Toledo. En 1503, durante las obras de reforma para ampliar y construir el actual presbiterio de la Catedral de Toledo, se descubrió la tumba del infante Sancho, debajo de unas gradas. En el epitafio aparecía la siguiente inscripción:

Sanctius hesperiae primas, ego regia proles aragonum...

En el interior del ataúd, descubierto el 8 de mayo de 1503, el infante se encontraba revestido de pontifical y la mitra que estaba colocada sobre su cabeza estaba adornada con aljófar, y con rosetas de oro y plata y algunas piedras preciosas. El báculo enterrado junto con el infante era de gran valor y en su vuelta o rosca tenía representada la Coronación de Nuestra Señora, aunque le faltaban algunos cañones y pesaba más de seis marcos.  El obrero que descubrió el ataúd del infante le quitó un anillo de oro y una rosa que llevaba en la mano. El anillo, que posteriormente fue recuperado, fue valorado en más de 150 escudos. Los zapatos y sandalias del infante estaban decorados con aljófar y en ellos aparecían las armas de Castilla y Aragón. 
Cuando en 1947 fueron abiertos los sepulcros reales del presbiterio de la Catedral de Toledo, aunque fueron descubiertos los restos momificados del rey Sancho IV de Castilla, no fueron encontrados los restos del infante Sancho de Aragón, así como tampoco se encontraron los del arzobispo Sancho de Castilla, hijo de Fernando III el Santo, ni los del rey Sancho II de Portugal, que eran los que los investigadores deseaban localizar, a fin de que fueran devueltos a su país.

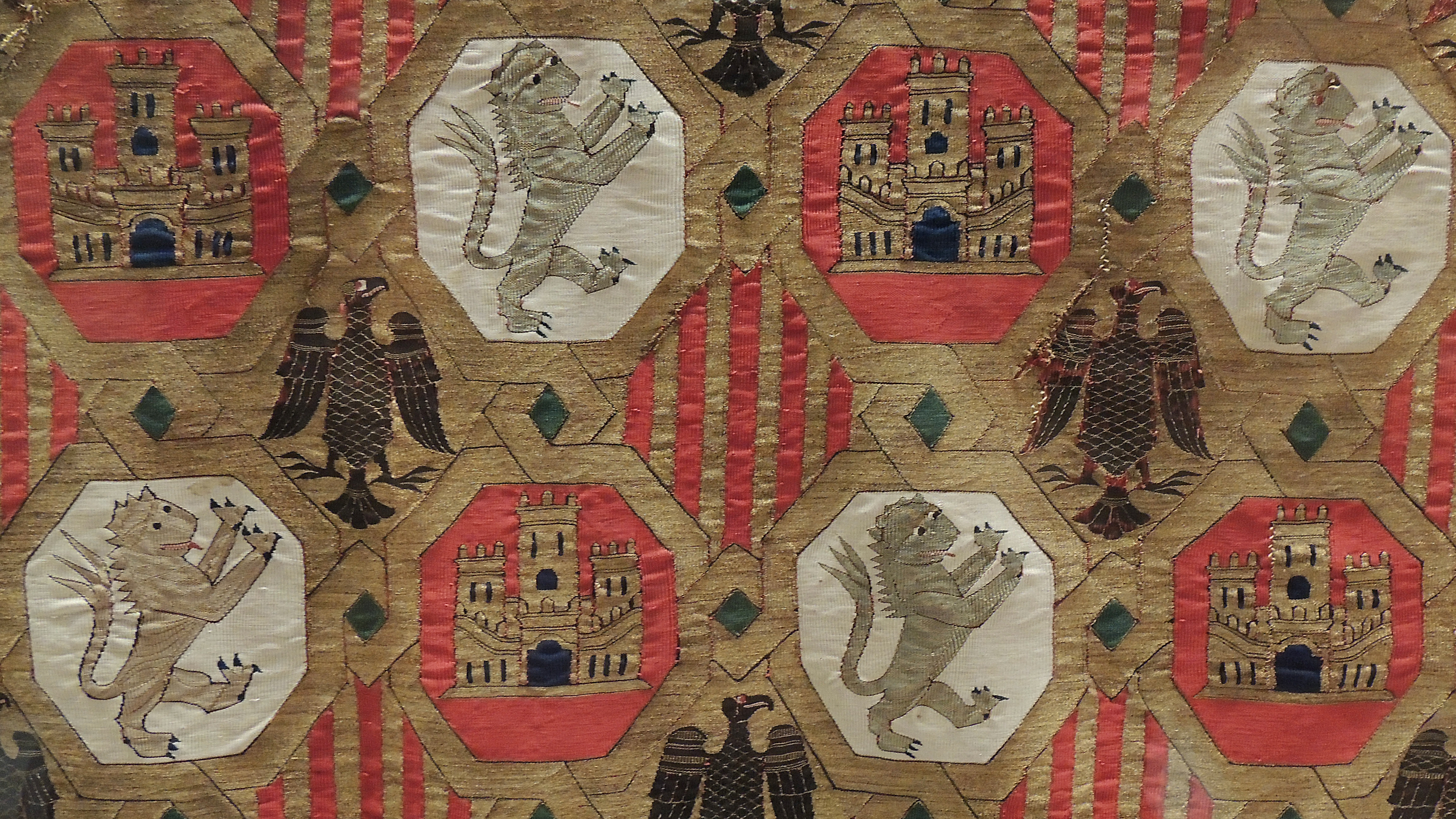
Detalle de la casulla del arzobispo Sancho de Aragón

| Predecesor: Domingo Pascual | Arzobispo de Toledo Primado de España 1266-1275 | Sucesor: Fernando Rodríguez de Covarrubias |